# Pseudupeneus maculatus
Pseudupeneus maculatus is een straalvinnige vissensoort uit de familie van zeebarbelen (Mullidae). De wetenschappelijke naam van de soort is voor het eerst geldig gepubliceerd in 1793 door Bloch.